# Wróblew (gmina)
Wróblew – gmina wiejska w województwie łódzkim, w powiecie sieradzkim. W latach 1975–1998 gmina położona była w województwie sieradzkim.
Siedziba gminy to Wróblew.
Według danych z 31 grudnia 2006 gminę zamieszkiwało 6259 osób.

## Położenie
Gmina Wróblew położona jest w zachodniej części województwa łódzkiego, w środkowej części powiatu sieradzkiego. W skład gminy wchodzą 24 sołectwa i 12 miejscowości bez statutu. Charakteryzuje się małym urozmaiceniem powierzchni terenu, co sprzyja rozwojowi rolnictwa. Korzystne są warunki klimatyczne. Największą firmą gminy Wróblew jest Zakład Ceramiki Budowlanej w Tubądzinie (Ceramika Tubądzin) produkujący płytki oraz dekoracje ceramiczne ścienne, łazienkowe i kuchenne.

## Struktura powierzchni
Według danych z roku 2002 gmina Wróblew ma obszar 113,23 km², w tym:
- użytki rolne: 86%
- użytki leśne: 7%

Gmina stanowi 7,59% powierzchni powiatu.

## Demografia

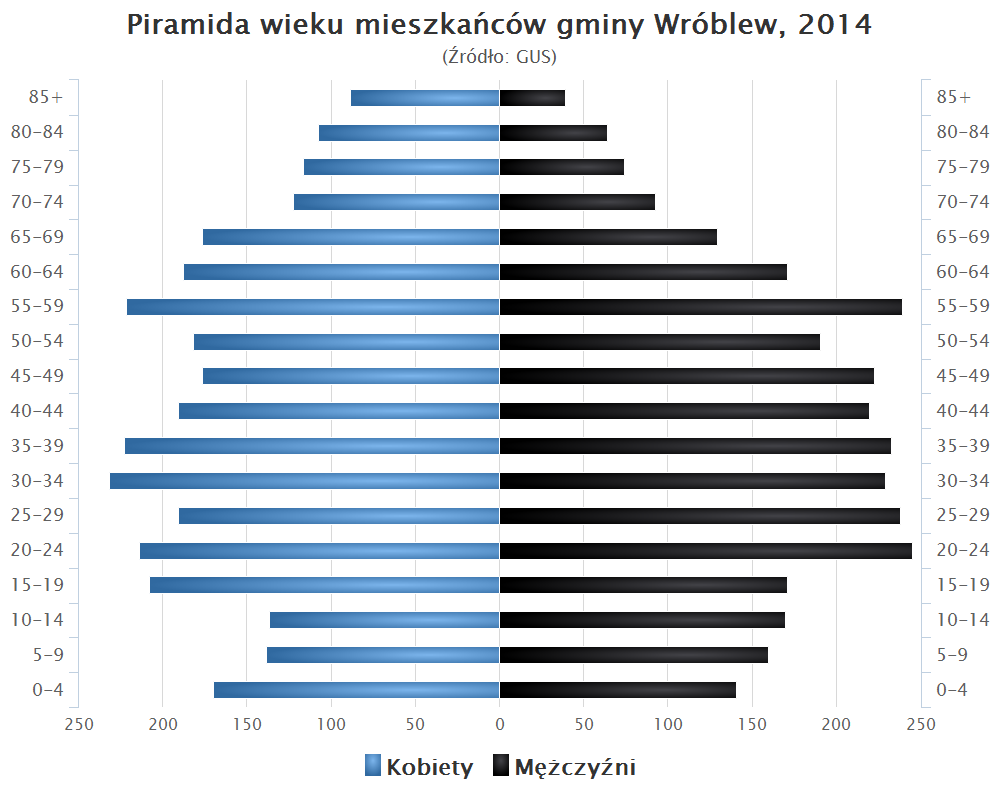
Piramida wieku mieszkańców gminy Wróblew w 2014 roku

Dane z 30 czerwca 2004:
| Opis                              | Ogółem | Ogółem | Kobiety | Kobiety | Mężczyźni | Mężczyźni |
| --------------------------------- | ------ | ------ | ------- | ------- | --------- | --------- |
| jednostka                         | osób   | %      | osób    | %       | osób      | %         |
| populacja                         | 6236   | 100    | 3151    | 50,5    | 3085      | 49,5      |
| gęstość zaludnienia (mieszk./km²) | 55,1   | 55,1   | 27,8    | 27,8    | 27,2      | 27,2      |

## Miejscowości
SołectwaBliźniew, Charłupia Wielka, Dąbrówka, Drzązna, Dziebędów, Gęsówka, Inczew, Józefów, Kobierzycko, Kościerzyn, Ocin, Oraczew, Próchna, Rakowice, Rowy, Sadokrzyce, Sędzice, Słomków Mokry, Słomków Suchy, Smardzew, Tubądzin, Tworkowizna, Wągłczew, Wróblew.
Miejscowość bez statusu sołectwaOraczew Mały, Oraczew Mały (osada), Tworkowizna Oraczewska.

## Sąsiednie gminy
Błaszki, Brąszewice, Brzeźnio, Sieradz, Sieradz (miasto), Warta